# (6575) Slavov
(6575) Slavov (1978 PJ2) – planetoida z pasa głównego asteroid okrążająca Słońce w ciągu 5,53 lat w średniej odległości 3,13 j.a. Odkryta 8 sierpnia 1978 roku.